# Công an Thành phố Hồ Chí Minh
Công an Thành phố Hồ Chí Minh là cơ quan Công an thành phố trực thuộc Trung ương (Loại đặc biệt) ở Việt Nam, thuộc hệ thống tổ chức của lực lượng Công an nhân dân Việt Nam tại Thành phố Hồ Chí Minh. Công an Thành phố Hồ Chí Minh có trách nhiệm tham mưu cho Bộ Công an, Thành ủy Thành phố Hồ Chí Minh, Ủy ban nhân dân Thành phố Hồ Chí Minh về bảo vệ an ninh quốc gia và giữ gìn trật tự, an toàn xã hội; chủ trì và thực hiện thống nhất quản lí Nhà nước về bảo vệ an ninh quốc gia, giữ gìn trật tự, an toàn xã hội trên địa bàn thành phố; trực tiếp đấu tranh phòng, chống âm mưu, hoạt động của các thế lực thù địch, các loại tội phạm và các vi phạm pháp luật về an ninh quốc gia, trật tự, an toàn xã hội; tổ chức xây dựng lực lượng Công an thành phố cách mạng, chính quy, tinh nhuệ và từng bước hiện đại.
- Trụ sở: Số 268 Trần Hưng Đạo, phường Nguyễn Cư Trinh, Quận 1, Thành phố Hồ Chí Minh

## Lịch sử
Sau Cách mạng tháng Tám, lực lượng Công an nhân dân Việt Nam ra đời.
Tại Nam bộ, ngày 26 tháng 8 năm 1945, Quốc gia Tự vệ cuộc được thành lập, trực tiếp phụ trách địa bàn Sài Gòn – Chợ Lớn với nhiệm vụ trấn áp tình báo, gián điệp, phản cách mạng, tham gia xây dựng, phát triển lực lượng cách mạng ở các địa phương, tuyên truyền, giáo dục vận động quần chúng nhân dân tham gia kháng chiến, giúp Quốc gia Tự vệ cuộc bảo vệ Đảng và chính quyền cách mạng còn non trẻ và chuẩn bị lực lượng đối phó với âm mưu xâm lược của thực dân Pháp.
Tháng 10 năm 1945, để kịp thời chỉ đạo các tỉnh miền Đông Nam bộ trong tình hình kháng chiến đã bùng nổ, Quốc gia Tự vệ cuộc Nam bộ quyết định thành lập Quốc gia Tự vệ cuộc miền Đông.
Bước vào cuộc kháng chiến chống thực dân Pháp, Quốc gia Tự vệ cuộc được tổ chức lại và mang tên mới là Công an Đặc khu Sài Gòn – Chợ Lớn.
Ngày 21 tháng 2 năm 1946, Chủ tịch Hồ Chí Minh đã ký sắc lệnh số 23/SL về việc thành lập Việt Nam Công an vụ. Tuy nhiên, do điều kiện chiến trường chia cắt, giao thông liên lạc khó khăn nên đến tháng 4-1946, Quốc gia Tự vệ cuộc Nam bộ mới triển khai Sắc lệnh 23/SL và đổi tên thành Sở Công an Nam bộ.
Sau ngày toàn quốc kháng chiến, bộ máy công an Sài Gòn – Chợ Lớn – Gia Định từng bước được tổ chức tương đối hoàn chỉnh, các mặt hoạt động được tăng cường và đẩy mạnh, liên tiếp trừng trị những tên Việt gian có nợ máu với nhân dân như: Nguyễn Văn Sâm – Chủ tịch Mặt trận Liên hiệp Quốc gia, Marcel Bazin – Chánh Mật thám Nam kỳ (Vụ ám sát Bazin)... Song song đó, các lực lượng khác của công an Sài Gòn – Chợ Lớn đã thực hiện hàng chục vụ, tiêu diệt hàng trăm tên, vừa lính Pháp, vừa tay sai và vận động đồng bào tiếp tục các cuộc đấu tranh sôi nổi, hỗ trợ đắc lực phong trào cách mạng tại thành phố.
Sau Đại hội Đảng lần thứ II (tháng 2-1951), tháng 6-1951, Trung ương Cục miền Nam được thành lập thay cho Xứ ủy Nam bộ; Nam bộ được chia làm 2 phân liên khu miền Đông và miền Tây, tỉnh Gia Định Ninh được thành lập trên cơ sở nhập 2 tỉnh Gia Định và Tây Ninh. Từ chủ trương đó, Ty Công an Gia Định Ninh được thành lập do đồng chí Nguyễn Văn Lựu làm Trưởng ty.
Tháng 3 năm 1961, Ban Bảo vệ an ninh khu Sài Gòn – Gia Định (An ninh T4) được thành lập để bảo vệ Đảng, bảo vệ căn cứ, thu thập địch tình ngay tại sào huyệt của chúng.
Sau ngày giải phóng, tình hình thành phố rất phức tạp về chính trị - xã hội, yêu cầu và nhiệm vụ của ngành công an rất nặng nề. Lực lượng An ninh T4 với tên gọi mới là Ban An ninh Nội chính dưới sự lãnh đạo của Ủy ban Quân quản thành phố đã nhanh chóng triển khai các mặt công tác, vừa làm công tác tiếp quản, phục vụ ổn định đời sống kinh tế - xã hội, xây dựng và củng cố chính quyền cách mạng.
Bước vào năm 1976, tình hình cách mạng tại thành phố có nhiều thay đổi lớn. Ngày 2 tháng 7 năm 1976, Quốc hội quyết định đặt tên thành phố Sài Gòn – Gia Định là TP.HCM. Theo đó Ban An ninh Nội chính Sài Gòn – Gia Định chính thức đổi tên thành Sở Công an Thành phố Hồ Chí Minh. Năm 1976 là năm đầu tiên ngành công an đã thống nhất trong toàn quốc về đường lối, nhiệm vụ, phương châm hoạt động, thống nhất lực lượng và cơ cấu tổ chức nên đã tạo ra sức mạnh mới trong công tác bảo vệ an ninh quốc gia và trật tự an toàn xã hội.

## Lãnh đạo hiện nay
1. Bí thư Đảng ủy, Giám đốc: Trung tướng Mai Hoàng, Ủy viên Ban Thường vụ Thành ủy TP.HCM
2. Thiếu tướng Tạ Văn Đẹp, Ủy viên Ban Thường vụ Thành ủy, Phó Bí thư Đảng ủy
3. Thiếu tướng Nguyễn Thanh Hưởng, Ủy viên Ban Thường vụ Đảng ủy CATP
4. Đại tá Trần Thị Kim Phụng, Thành ủy viên, Ủy viên Ban Thường vụ Đảng ủy CATP;
5. Đại tá Lê Quang Đạo, Ủy viên Ban Thường vụ Đảng ủy CATP
6. Đại tá Bùi Thanh Trực, Ủy viên Ban Thường vụ Đảng ủy CATP
7. Đại tá Lương Đức Minh, Ủy viên Ban Thường vụ Đảng ủy CATP
8. Đại tá Trần Thanh Hiển, Ủy viên Ban Thường vụ Đảng ủy CATP
9. Đại tá Nguyễn Đình Dương, Ủy viên Ban Thường vụ Đảng ủy CATP
10. Đại tá Trần Hồng Minh, Ủy viên Ban Thường vụ Đảng ủy CATP
11. Thượng tá Phan Huy Văn, Ủy viên Ban Thường vụ Đảng ủy CATP.[2]

## Tổ chức

### Khối Cơ quan
- Khối An ninh
  1. Phòng An ninh đối ngoại (PA01)
  2. Phòng An ninh đối nội (PA02)
  3. Phòng An ninh Chính trị nội bộ (PA03)
  4. Phòng An ninh kinh tế (PA04)
  5. Phòng An ninh mạng và phòng, chống tội phạm sử dụng công nghệ cao (PA05)
  6. Phòng Kỹ thuật nghiệp vụ  (PA06)
  7. Phòng Ngoại tuyến (PA07)
  8. Phòng Quản lý xuất nhập cảnh (PA08)
  9. Phòng an ninh điều tra (PA09)
  10. Phòng Hồ sơ nghiệp vụ (PV06)
- Khối Cảnh sát
  1. Văn phòng Cơ quan Cảnh sát điều tra (PC01)
  2. Phòng Cảnh sát Cảnh sát điều tra tội phạm về trật tự xã hội (PC02)
  3. Phòng Cảnh sát điều tra tội phạm về tham nhũng, kinh tế, buôn lậu, môi trường (PC03)
  4. Phòng Cảnh sát điều tra tội phạm về ma túy (PC04)
  5. Phòng Cảnh sát Quản lý hành chánh về trật tự xã hội (PC06)
  6. Phòng Cảnh Sát PCCC và CNCH (PC07)
  7. Phòng Cảnh sát Giao thông (PC08)
  8. Phòng Kỹ thuật hình sự (PC09)
  9. Phòng Cảnh sát thi hành án hình sự và hỗ trợ tư pháp (PC10)
  10. Trại tạm giam Chí Hoà (PC11A)
  11. Trại tạm giam Bố Lá (PC11B)
  12. Phòng Cảnh sát bảo vệ (PK02)
  13. Trung đoàn Cảnh sát cơ động Công an thành phố (PK02E)
- Khối Hậu cần
  1. Phòng Hậu cần (PH10)
  2. Phòng Viễn thông, tin học và Cơ yếu (PH04)
  3. Phòng Tài chính (PH01)
  4. Bệnh viện Công an Thành phố Hồ Chí Minh (PH06)
- Khối Xây dựng lực lượng
  1. Phòng Tổ chức cán bộ (PX01)
  2. Phòng Công tác Đảng và Công tác Chính trị (PX03)
  3. Cơ quan UBKT Đảng ủy Công an Thành phố (PX06)
  4. Ban Chuyên đề Công an Thành phố Hồ Chí Minh (PX04) (ấn phẩm của Báo Công an nhân dân từ ngày 01/03/2021)
  5. Phòng Tham mưu (PV01)
  6. Thanh tra Công an Thành phố Hồ Chí Minh (PX05)

### Khối Đơn vị trực thuộc
- Các đơn vị công an cấp xã của Thành phố Hồ Chí Minh

## Khen thưởng
- Huân chương Quân công hạng Ba[3]

## Giám đốc qua các thời kỳ
| Thứ tự | Tên              | Cấp bậc, Quân hàm | Thời gian tại nhiệm | Chức vụ                                | Ghi chú |
| 1      | Mai Chí Thọ      | Đại tướng         | 1975 - 1976         | Giám đốc Công an Thành phố Hồ Chí Minh | sau là Bộ trưởng Bộ Nội vụ nay là Bộ trưởng Bộ Công an Việt Nam, Đại tướng đầu tiên của Công an nhân dân Việt Nam.                           |
| 2      | Lê Thanh Vân     | Đại tá            | 1979 - 1987         | Giám đốc Công an Thành phố Hồ Chí Minh | Cha của Trung tướng Lê Thanh Bình - nguyên Phó Giám đốc Công an Thành phố Hồ Chí Minh                                                        |
| 3      | Bùi Quốc Huy     | Thiếu tướng       | 1996 - 2001         | Giám đốc Công an Thành phố Hồ Chí Minh | sau là Thứ trưởng Bộ Công an, bị cách chức, bị tước quân tịch, bị khởi tố vì liên quan đến vụ án Năm Cam và đồng phạm                        |
| 4      | Nguyễn Chí Dũng  | Thiếu tướng       | 2002 - 2010         | Giám đốc Công an Thành phố Hồ Chí Minh | |
| 5      | Nguyễn Chí Thành | Trung tướng       | 2010-2015           | Giám đốc Công an Thành phố Hồ Chí Minh | |
| 6      | Lê Đông Phong    | Trung tướng       | 2015 - 2020         | Giám đốc Công an Thành phố Hồ Chí Minh | |
| 7      | Lê Hồng Nam      | Trung tướng       | 2020 - 2025         | Giám đốc Công an Thành phố Hồ Chí Minh | Nguyên Phó Cục trưởng Cục Cảnh sát điều tra tội phạm về tham nhũng, kinh tế, buôn lậu (C03), Bộ Công an Nguyên Giám đốc Công an Tỉnh Long An |
| 8      | Mai Hoàng        | Trung tướng       | 2025 - nay          | Giám đốc Công an Thành phố Hồ Chí Minh | Nguyên Phó Cục trưởng Cục Cảnh sát hình sự (C02),Bộ Công an                                                                                  |

## Phó Giám đốc qua các thời kỳ
| Thứ tự | Tên                | Cấp bậc, Quân hàm | Thời gian tại nhiệm | Chức vụ                                    | Ghi chú |
| ------ | ------------------ | ----------------- | ------------------- | ------------------------------------------ | --- |
| 1      | Lê Thanh Bình      | Thiếu tướng       | ? - 2010            | Phó Giám đốc Công an Thành phố Hồ Chí Minh | sau là Trung tướng, Phó Tổng cục trưởng Tổng cục Tình báo (Tổng cục V), Bộ Công an Việt Nam, con trai Đại tá Lê Thánh Vân, nguyên Giám đốc Sở Công an Thành phố Hồ Chí Minh |
| 2      | Trần Triều Dương   | Thiếu tướng       | ? - 2006            | Phó Giám đốc Công an Thành phố Hồ Chí Minh | sau là Giám đốc Sở Cảnh sát Phòng cháy chữa cháy Thành phố Hồ Chí Minh |
| 3      | Phan Anh Minh      | Thiếu tướng       | 2002 - 2019         | Phó Giám đốc Công an Thành phố Hồ Chí Minh | |
| 4      | Ngô Minh Châu      | Thiếu tướng       | 2002 - 2019         | Phó Giám đốc Công an Thành phố Hồ Chí Minh | hiện là Phó Chủ tịch Ủy ban nhân dân Thành phố Hồ Chí Minh |
| 5      | Đào Công Danh      | Thiếu tướng       | 2012 - 2018         | Phó Giám đốc Công an Thành phố Hồ Chí Minh | |
| 6      | Trần Đức Tài       | Thiếu tướng       | 2013 - nay          | Phó Giám đốc Công an Thành phố Hồ Chí Minh | |
| 7      | Đinh Thanh Nhàn    | Thiếu tướng       | 2013 - 2023         | Phó Giám đốc Công an Thành phố Hồ Chí Minh | Hiện là Phó Trưởng ban tổ chức Thành Ủy thành phố Hồ Chí Minh |
| 8      | Cao Đăng Hưng      | Thiếu tướng       | 2018 - 16/03/2022   | Phó Giám đốc Công an Thành phố Hồ Chí Minh | Sau là Phó Chánh văn phòng Bộ Công an (Việt Nam). |
| 9      | Dương Văn Phóng    | Đại tá            | 2018 - nay          | Phó Giám đốc Công an Thành phố Hồ Chí Minh | |
| 10     | Nguyễn Thanh Hưởng | Thiếu tướng       | 2018 - nay          | Phó Giám đốc Công an Thành phố Hồ Chí Minh | |
| 11     | Nguyễn Sỹ Quang    | Thiếu tướng       | 2019 - 2022         | Phó Giám đốc Công an Thành phố Hồ Chí Minh | Hiện là Cục trưởng Cục Nghiệp vụ - Bộ Công an; nguyên Giám đốc Công an tỉnh Đồng Nai                                                                                        |
| 12     | Đoàn Văn Chón      | Đại tá            | 2018 - 2020         | Phó Giám đốc Công an Thành phố Hồ Chí Minh | |
| 13     | Mai Hoàng          | Thiếu tướng       | 7/2022 - 9/6/2025   | Phó Giám đốc Công an Thành phố Hồ Chí Minh | Anh hùng Lực lượng vũ trang nhân dân |
| 14     | Lê Quang Đạo       | Đại tá            | 12/2022 - nay       | Phó Giám đốc Công an thành phố Hồ Chí Minh | |
| 15     | Trần Đức Tài       | Thiếu tướng       | - 1/7/2025          | Phó Giám đốc Công an Thành phố Hồ Chí Minh | |

## Thủ trưởng Cơ quan Cảnh sát điều tra qua các thời kì
| Thứ tự | Tên             | Cấp bậc, Quân hàm | Thời gian tại nhiệm | Chức vụ                                                            | Ghi chú            |
| ------ | --------------- | ----------------- | ------------------- | ------------------------------------------------------------------ | ------------------ |
| 1      | Phan Anh Minh   | Thiếu tướng       | 2010 - 2019         | Thủ trưởng Cơ quan Cảnh sát điều tra Công an Thành phố Hồ Chí Minh | Đã nghỉ hưu        |
| 2      | Đinh Thanh Nhàn | Thiếu tướng       | 2019 - 2022         | Thủ trưởng Cơ quan Cảnh sát điều tra Công an Thành phố Hồ Chí Minh | Đã chuyển công tác |
| 3      | Mai Hoàng       | Thiếu tướng       | 2022 - nay          | Thủ trưởng Cơ quan Cảnh sát điều tra Công an Thành phố Hồ Chí Minh |                    |

## Thủ trưởng Cơ quan An ninh điều tra qua các thời kì
| Thứ tự | Tên             | Cấp bậc, Quân hàm | Thời gian tại nhiệm | Chức vụ                                              | Ghi chú                                                                              |
| ------ | --------------- | ----------------- | ------------------- | ---------------------------------------------------- | ------------------------------------------------------------------------------------ |
| 1      | Nguyễn Sỹ Quang | Thiếu tướng       | 2019-2022           | Thủ trưởng Cơ quan An ninh điều tra CATP Hồ Chí Minh | hiện là Cục trưởng Cục Nghiệp vụ - Bộ Công an, nguyên Giám đốc Công an tỉnh Đồng Nai |
| 2      | Lê Quang Đạo    | Đại tá            | 2022-nay            | Thủ trưởng Cơ quan An ninh điều tra CATP Hồ Chí Minh |                                                                                      |

## Thủ trưởng Cơ quan quản lý Thi hành án hình sự, Thủ trưởng Cơ quan quản lý tạm giữ, tạm giam qua các thời kì
| Thứ tự | Tên               | Cấp bậc, Quân hàm | Thời gian tại nhiệm | Chức vụ                                                                              | Ghi chú |
| ------ | ----------------- | ----------------- | ------------------- | ------------------------------------------------------------------------------------ | ------- |
| 1      | Nguyễn Đình Dương | Đại tá            | 21/6/2024-nay       | Thủ trưởng Cơ quan Thi hành án hình sự, Thủ trưởng Cơ quan quản lý tạm giữ, tạm giam |         |

## Cảnh sát Phòng cháy chữa cháy Thành phố Hồ Chí Minh
Sở Cảnh sát Phòng cháy chữa cháy Thành phố Hồ Chí Minh được thành lập ngày 15 tháng 5 năm 2006. Là cơ quan trực tiếp tham mưu giúp Bộ Công an, Thành ủy, UBND thành phố lãnh đạo, quản lý nhà nước về công tác phòng cháy và chữa cháy; tổ chức thực hiện công tác phòng và chữa cháy, tìm kiếm, cứu nạn, cứu hộ trên địa bàn thành phố.
Ngày 21 tháng 8 năm 2018, Sở Cảnh sát Phòng cháy chữa cháy Thành phố Hồ Chí Minh được sát nhập vào Công an Thành phố Hồ Chí Minh, thành Phòng Cảnh sát PCCC và cứu hộ cứu nạn.

### Giám đốc Sở Cảnh sát Phòng cháy chữa cháy qua các thời kỳ
| Thứ tự | Tên              | Cấp bậc, Quân hàm | Thời gian tại nhiệm | Chức vụ                                                         | Ghi chú                                           |
| ------ | ---------------- | ----------------- | ------------------- | --------------------------------------------------------------- | ------------------------------------------------- |
| 1      | Trần Triều Dương | Thiếu tướng       | 2006 - 2014         | Giám đốc Sở Cảnh sát Phòng cháy chữa cháy Thành phố Hồ Chí Minh | nguyên Phó Giám đốc Công an Thành phố Hồ Chí Minh |
| 2      | Lê Tấn Bửu       | Đại tá            | 2014 - 2018         | Giám đốc Sở Cảnh sát Phòng cháy chữa cháy Thành phố Hồ Chí Minh |                                                   |